# Dheepan
Dheepan là một bộ phim chính kịch Pháp năm 2015 của đạo diễn Jacques Audiard. Bộ phim phần nào lấy cảm hứng từ tác phẩm Lettres persanes của nhà phê bình Montesquieu. Phim giành giải Cành cọ vàng tại Liên hoan phim Cannes 2015. Audiard chia sẻ "Nhận giải thưởng từ anh em nhà Coen là một điều rất đặc biệt. Tôi thực sự cảm động".
Phim kể về 3 người Timil Sri Lanka tị nạn ở Paris. Theo nhà phê bình Andrew Pulver, phim "có thể không là tác phẩm gây được kích thích ngay lập tức nhất của đạo diễn, nhưng theo một cách nói giảm, phim là một tác phẩm hết sức uy quyền". Phần nhạc nền được Nicolas Jaar đảm nhận.

## Dàn diễn viên
- Antonythasan Jesuthasan trong vai Dheepan
- Kalieaswari Srinivasan trong vai Yalini
- Claudine Vinasithamby trong vai Illayaal
- Vincent Rottiers trong vai Brahim
- Marc Zinga trong vai Youssouf

## Giải thưởng
| Giải thưởng                      | Hạng mục     | Nội dung đề cử  | Kết quả   |
| -------------------------------- | ------------ | --------------- | --------- |
| Liên hoan phim Cannes lần thứ 68 | Cành cọ vàng | Jacques Audiard | Đoạt giải |